# Earl of Kenmare
Earl of Kenmare war ein erblicher britischer Adelstitel in der Peerage of Ireland.
Familiensitze der Earls waren Kenmare House und Killarney House im County Kerry.

## Verleihung und nachgeordnete Titel
Der Titel wurde am 2. Januar 1801 für Valentine Browne, 1. Viscount Kenmare geschaffen, zusammen mit dem nachgeordneten Titel Viscount Castlerosse. Bereits am 14. Februar 1798 war er, ebenfalls in der Peerage of Ireland, zum Viscount Kenmare und Baron Castlerosse erhoben worden. Zudem hatte er bereits 1795 von seinem Vater den am 21. Dezember 1621 in der Baronetage of Ireland geschaffenen Titel als 7. Baronet, of Molahiffe in the County of Kerry, geerbt, sowie den Anspruch auf die am 20. Mai 1689 in der Peerage of Ireland vom in England und Schottland im Rahmen der Glorious Revolution bereits abgesetzten König Jakob II. verliehenen Titel als 4. Viscount Kenmare und 4. Baron Castlerosse, deren Anerkennung umstritten war.
Seinem Sohn, dem 2. Earl, wurde am 14. August 1841 auch der Titel Baron Kenmare, of Castlerosse in the County of Kerry, in der Peerage of the United Kingdom verliehen, der im Gegensatz zu den irischen Titeln unmittelbar zu einem Sitz im britischen House of Lords berechtigte. Da der 2. Earl kinderlos blieb, erlosch diese Baronie bei dessen Tod am 31. Oktober 1853, wurde aber für dessen Bruder und Nachfolger als 3. Earl am 12. März 1856 neu geschaffen.
Die Titel erloschen schließlich beim kinderlosen Tod von dessen Urenkel, dem 7. Earl, am 14. Februar 1952.

## Liste der Earls of Kenmare (1801)
- Valentine Browne, 1. Earl of Kenmare (1754–1812)
- Valentine Browne, 2. Earl of Kenmare (1788–1853)
- Thomas Browne, 3. Earl of Kenmare (1789–1871)
- Valentine Browne, 4. Earl of Kenmare (1825–1905)
- Valentine Browne, 5. Earl of Kenmare (1860–1941)
- Valentine Browne, 6. Earl of Kenmare (1891–1943)
- Gerald Browne, 7. Earl of Kenmare (1896–1952)